# تاريخ السعودية المعاصر
يبدأ التاريخ المعاصر للمملكة العربية السعودية مع انتهاء الحقبة المتأخرة من تاريخها الحديث بإعلان توحيد الدولة السعودية الثالثة في عام 1932م.

## تاريخ صناعة النفط في المملكة العربية السعودية

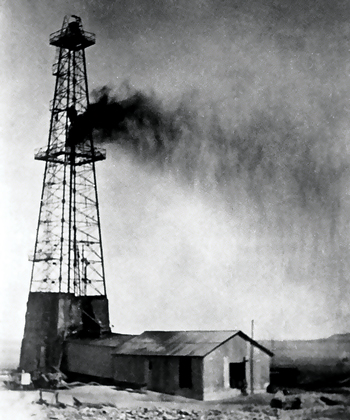
بئر الدمام رقم 7. أول بئر نفطية تجارية في المملكة العربية السعودية، اكتشف في 4 مارس 1938.

يُذكر أن أول بئر نفط تجاري في المملكة العربية السعودية يقع في الدمام، حيث أنه كانت أول ضربة للنفط في الرابع من مارس من عام 1938، فنجاحات عبد العزيز العسكرية والسياسية لم تنعكس على الصعيد الاقتصادي إلا بعد اكتشاف كميات كبيرة من النفط في عام 1938 في منطقة الأحساء على طول ساحل الخليج العربي، وكان المصدر الرئيسي لدخل الحكومة يعتمد على الحج والذي كان يُقدر زواره بحوالي 100,000 شخص سنوياً في أواخر عام 1920. 
قبل اكتشاف النفط، وقد منح عبد العزيز امتيازاً اقتصادياً لشركة ستاندرد أويل في كاليفورنيا للتنقيب عنه في مملكته في أواخر الثلاثينيات بعد اكتشافه في دولة البحرين المجاورة للمملكة العربية السعودية في عام 1932، وأُنشأت آبار نفطية في الظهران في ثلاثينيات القرن العشرين وبدأت المملكة تصديره بحلول عام 1939.
فخلال الحرب العالمية الثانية وبعدها توسع إنتاج النفط السعودي مزامنةً مع بيع الكثير من البراميل إلى الحلفاء، وقامت أرامكو (الشركة العربية الأمريكية للنفط) ببناء خط أنابيب تحت الماء ممتداً إلى البحرين بهدف المساعدة في زيادة تدفقه في عام 1945، و ارتفعت عائداته في المملكة العربية السعودية من 7 ملايين دولار إلى أكثر من 200 مليون دولار بين عامي 1939 و 1953 وبدأت المملكة تعتمد اعتماداً كلياً عليه.

وبوفاة عبد العزيز في عام 1953 لم يتولى عرش المملكة إلا أبناءه فقط والذين لا يعرف عددهم ولكن يُعتقد أن لديه 22 زوجة و 37 طفلاً منهم ستة أصبحوا ملوكاً، ففي عام 1933 أختير ابنه الأكبر سعود خلفاً له.

## عهد سعود وفيصل: 1953-1975

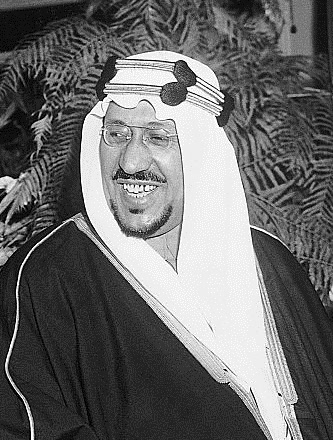
الملك سعود، 1953-1964

تولى الملك سعود الحكم بعد وفاة والده في عام 1953، زوّد النفط المملكة العربية السعودية بازدهارٍ اقتصادي ومدّها بقدرٍ كبير من النفوذ السياسي في المجتمع الدولي، فتعد الثروة المفاجئة الناتجة عن زيادة الإنتاج نعمة، ففي المقام الأول تطورت الحياة الثقافية بسرعة في الحجاز، الذي كان يعد مركزاً للصحف والإذاعة، ولكن التدفق الكبير للأجانب زاد من ميول كراهية الأجانب، وأصبحت الحكومة أكثر إسرافاً. وعلى الرغم من الثروة الجديدة، إلا أن الإنفاق الباهظ أدّى إلى العجز الحكومي والاقتراض الأجنبي في الخمسينات.

## الملك فيصل 1964 - 1975
وبحلول أوائل الستينيات ظهر تنافس مكثف بين الملك وأخيه غير الشقيق فيصل من المملكة العربية السعودية، وذلك مدعوماً بشكوك صادرة من العائلة المالكة بشأن كفاءة سعود، وكان ذلك مصدر قلق خاص نظراً للحرب الباردة العربية بين الجمهورية العربية المتحدة لجماعة عبد الناصر والمؤيدة للولايات المتحدة والملكية العربية، ونتيجة لذلك تم عزل سعود لصالح فيصل في عام 1964. وشهدت منتصف الستينيات ضغوطا خارجية ممّا أدى إلى خلافات سعودية مصرية حول اليمن، وعندما اندلعت الحرب الأهلية في عام 1962 بين الملكيين اليمنيين والجمهوريين، دخلت القوات المصرية اليمن لدعم الحكومة الجمهورية الجديدة. في حين دعمت السعودية الملكيين، ولم تهدأ التوترات إلا بعد عام 1967 عندما سحبت مصر قواتها من اليمن، ولم تشارك القوات السعودية في حرب الستة أيام (الإسرائيلية - الإسرائيلية) في حزيران / يونيو 1967، ولكن الحكومة قدمت لاحقاً دعماً سنوياً لمصر والأردن وسوريا لدعم اقتصاداتها.
وفي عام 1965 كان هناك تبادل للأراضي بين المملكة العربية السعودية والأردن حيث تخلت الأردن عن مساحة كبيرة نسبياً من الصحراء الداخلية مقابل قطعة صغيرة من شاطئ البحر القابعة بالقرب من خليج العقبة، وتم تقسيم المنطقة السعودية الكويتية المحايدة إدارياً في عام 1971، ومع كلٍ استمرت الدولة في تقاسم الموارد البترولية للمنطقة السابقة على قدم المساواة. .

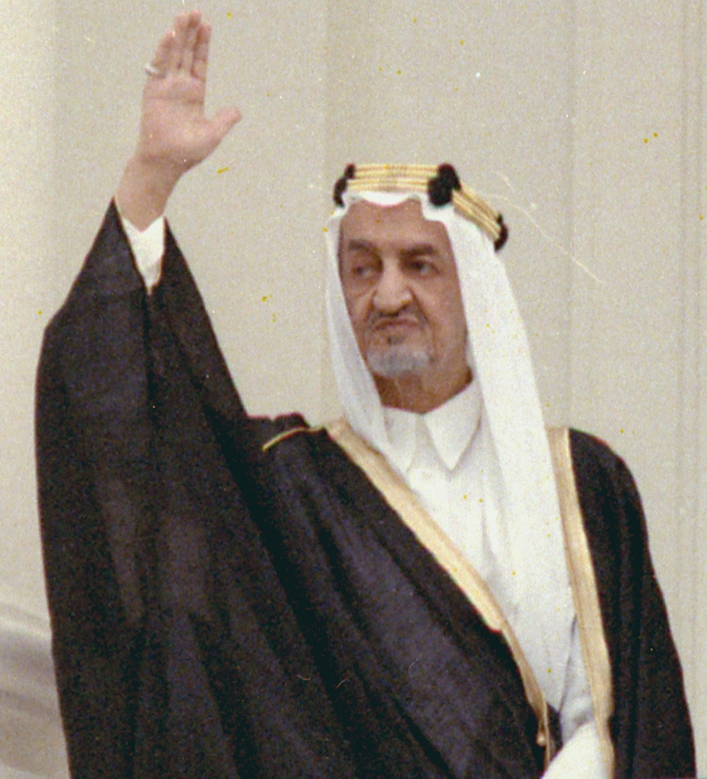
الملك فيصل، 1964-1975

طوّر الاقتصاد السعودي والبنية التحتية بمساعدة من الخارج خاصة من الولايات المتحدة مؤدياً بذلك إلى حضور أميركي كبير إشكالي في المملكة وخلق علاقات قوية بين بلدين مختلفَين، وشكلت شركات البترول الأمريكية صناعة النفط السعودي تحت شركة أرامكو، وبنت شركات البناء الأمريكية مثل بكتل جزءاً كبيراً من البنية التحتية في البلاد. بالإضافة إلى شركة ترانس وورلد إيرلينس، وحدّثت مؤسسة فورد الحكومة السعودية حيث قام جيش المهندسين التابع للجيش الأمريكي ببناء مرافق التلفزيون والبث في البلاد وأشرف على تطوير صناعته الدفاعية.
وخلال الحرب العربية الإسرائيلية عام 1973 شاركت المملكة العربية السعودية في المقاطعة العربية للنفط في الولايات المتحدة وهولندا وانضمت اإلى العضوية في منظمة البلدان المصدرة للنفط (أوبك) بجانب الدول الأعضاء الأخرى في زيادات معتدلة في أسعار النفط ابتداء من عام 1971 ارتفع سعر النفط بعد حرب 1973 بشكل كبير، مما زاد من ثروة المملكة العربية السعودية ونفوذها السياسي.
وقد تم اغتيال الملك فيصل على يد ابن أخيه الأمير فيصل بن مساعد عام 1975.

## الملك خالد 1975-1982

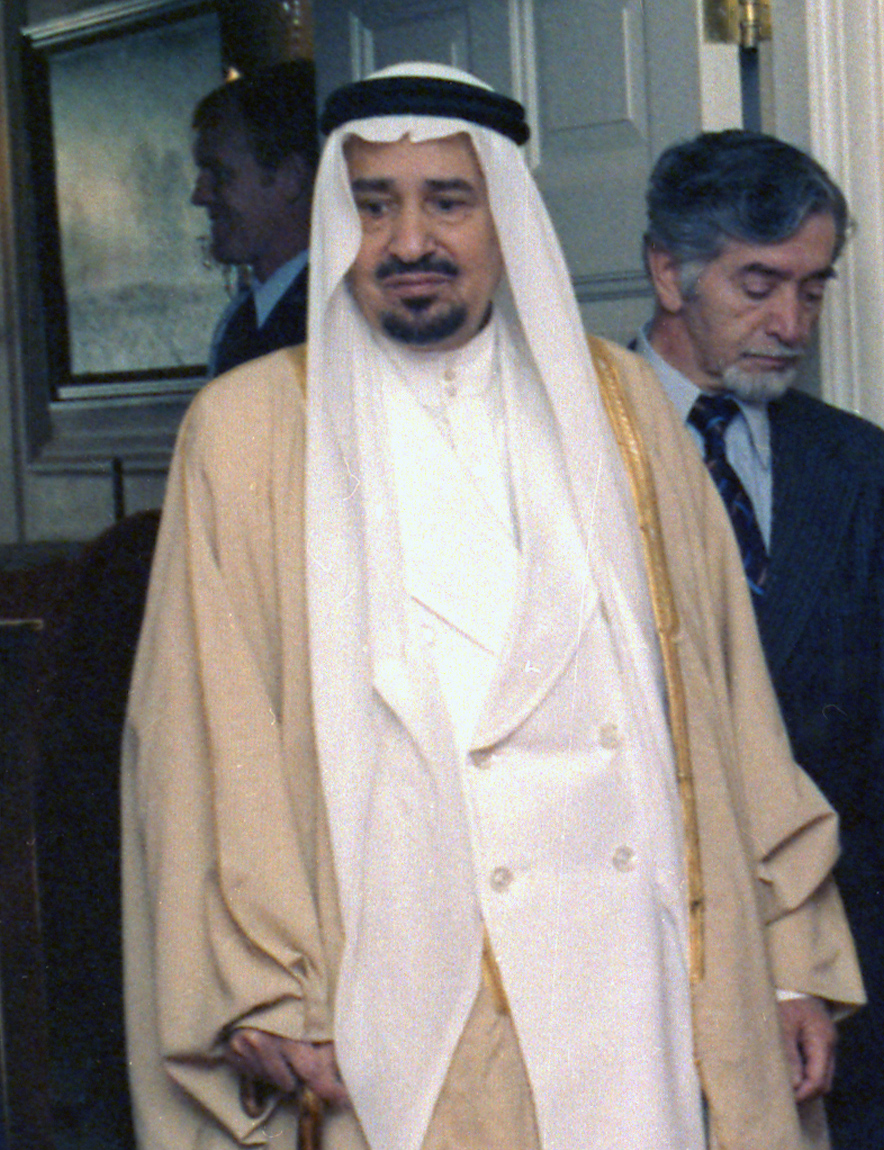
الملك خالد 1975-1982

يعد الملك خالد خلف أخيه غير الشقيق الملك فيصل، فخلال عهد خالد استمرت التنمية الاقتصادية والاجتماعية بمعدل سريع للغاية، مما أحدث ثورة في البنية التحتية والنظام التعليمي في البلاد، أما فيما يتعلق بالسياسة الخارجية فشُيدت علاقات وثيقة مع الولايات المتحدة، وبحدوث الحدثان الذي اعتبرهما آل سعود تهديدا للنظام وكان لهما تأثير طويل الأمد على السياسة الخارجية الداخلية للسعودية،
1. فالأولى كانت الثورة الإسلامية الإيرانية في عام 1979، وكان يُخشى من وجود أقلية شيعية في المنطقة الشرقية (التي هي أيضاً تعد موقع من مواقع حقول النفط) والتي تمردت تحت تأثير الإيرانيين المتطرفين، فوقعت عدة أعمال شغب مناهضة للحكومة في المنطقة في عامي 1979 و 1980،
2. يتمثل بالاستيلاء على المسجد الحرام في مكة المكرمة من قبل المتطرفين الإسلاميين، ممّا أثارغضب المسلحين من جانب ما اعتبروه الفساد والطبيعة غير الإسلامية للنظام السعودي.[9]

وكان جزء من استجابة العائلة المالكة ينطوي على احترامٍ أكثر صرامة للمعايير والتقاليد السعودية في البلاد (على سبيل المثال، إغلاق دور السينما) وإعطاء العلماء دورا أكبر في الحكومة إلا أنه لم تنجح تماماً في استمرار نمو الإسلاموية بقوة، وقد قلّد الملك خالد ولي العهد فهد مهمة الإشراف على العديد من جوانب الشؤون الدولية والمحلية للحكومة، واستمرت التنمية الاقتصادية بسرعة في عهد الملك خالد، وتولت المملكة دوراً أكثر تأثيراً في السياسة الإقليمية والمسائل الاقتصادية والمالية الدولية.

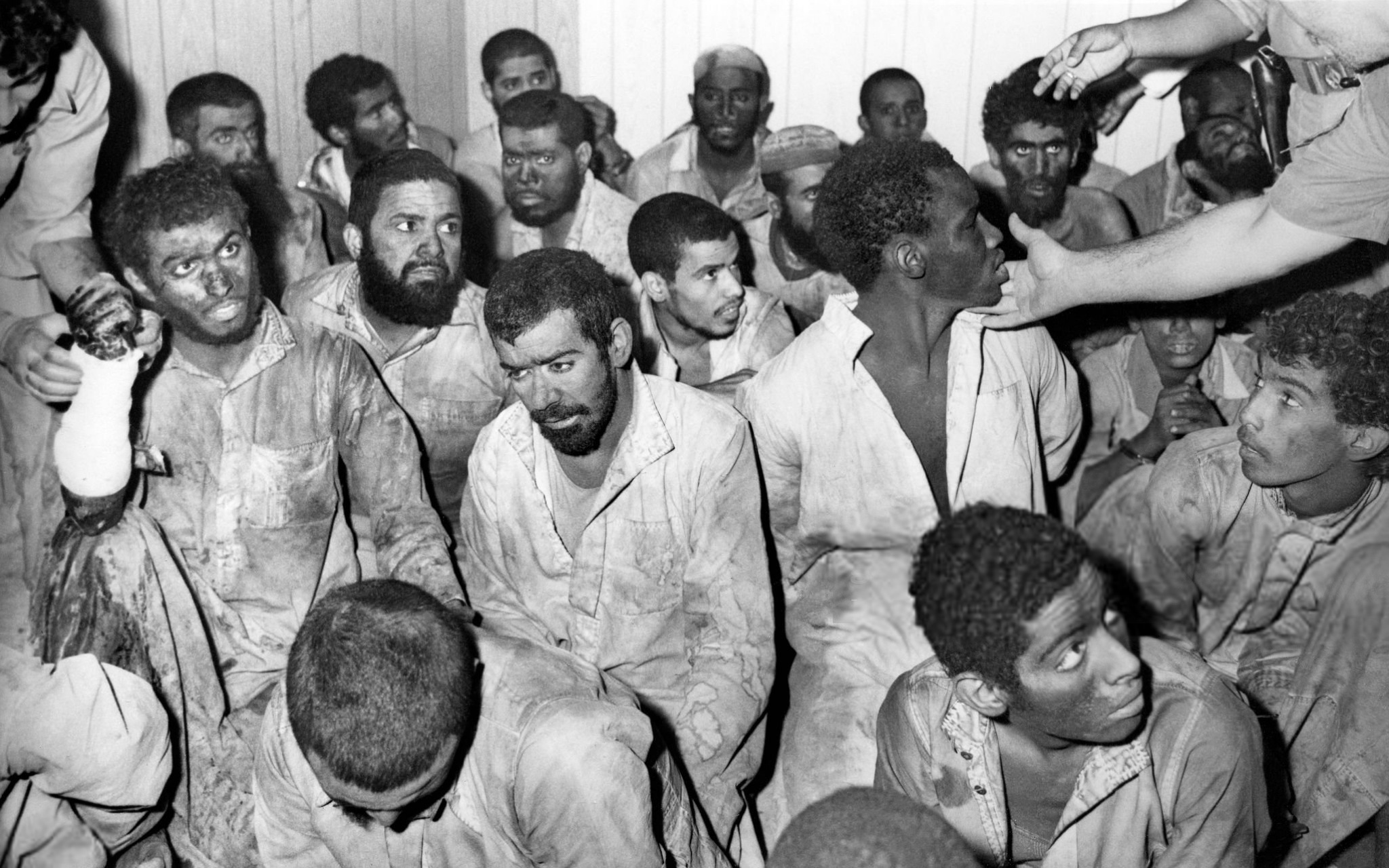
The surviving insurgents of the seizure of the Grand Mosque,1979 under custody of Saudi authorities. c. 1980.

و ذهب أكثر من 45,000 طالب سعودي سنوياً إلى الولايات المتحدة خلال السبعينات والثمانينات، في حين أن أكثر من 200,000 أمريكي عاشوا وعملوا في المملكة منذ اكتشاف النفط، 
وتم التوصل إلى اتفاق مبدئي حول تقسيم المنطقة المحايدة السعودية العراقية في عام 1981وانتهت الحكومات من التقسيم في عام 1983، 2.
.وتوفي الملك خالد في حزيران / يونيو2 198

## عهد فهد: 1982-2005
خلف الملك فهد شقيقه خالد عام 1982 الذي حافظ على السياسة الخارجية السعودية للتعاون الوثيق مع الولايات المتحدة وزيادة مشتريات المعدات العسكرية المتطورة منها ومن بريطانيا، ففي السبعينات والثمانينيات من القرن الماضي أصبحت البلاد أكبر منتج للنفط في العالم، وكانت عائدات النفط حاسمة بالنسبة للمجتمع السعودي حيث تغير اقتصاده من الثروة غير العادية التي ولّدها والتي تم توجيهها من خلال الحكومة، فالتحضر والتثقيف الجماهيري ووجود العديد من العمال الأجانب وإمكانية الوصول إلى وسائل الإعلام الجديدة أثرت جميعها على القيم السعودية في حين أن المجتمع تغير تغيراً عميقا إلا أن العمليات السياسية لم تتغير، واستمرت السلطة الحقيقية حصراً على العائلة المالكة مما أدى إلى سخط العديد من السعوديين الذين بدأوا في البحث عن مشاركة أوسع في الحكم. 

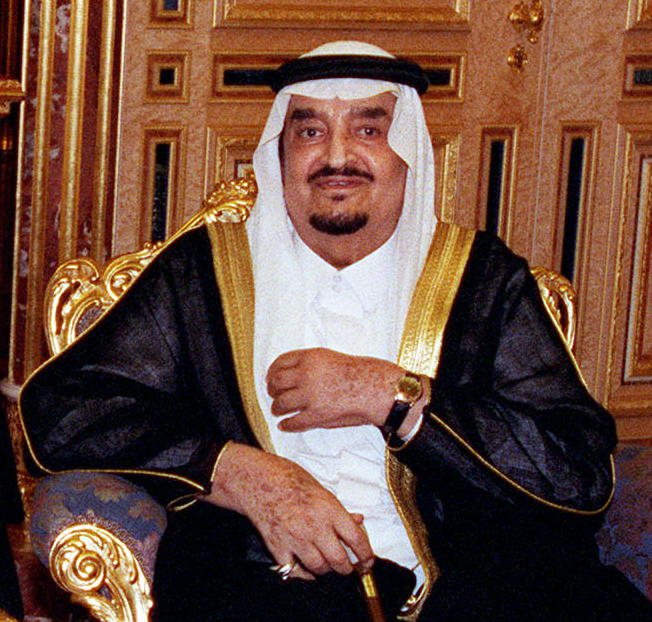
الملك فهد 1982-2005

انضمت السعودية إلى الائتلاف المناهض للعراق والملك فهد عقب الغزو العراقي للكويت في عام 1990 خوفاً من شن هجوم من العراق ودعت الجنود الأمريكين والائتلاف إلى أن يكونوا متمركزين في السعودية، وشاركت القوات والطائرات السعودية في العمليات العسكرية، إلا أنه بالسماح لقوات التحالف إلى أن تكون مقرها في البلاد يعد سبباً للقضايا التي أدت إلى زيادة الإرهاب الإسلامي (زيادة الإرهاب) في المملكة العربية السعودية، وكذلك الهجمات الإرهابية الإسلامية في الدول الغربية التي نفذها مواطنون السعوديون مثل هجمات 11 سبتمبر في نيويورك، وواشنطن، وبنسلفانيا كونها المثال الأبرز،
ولم تكن الإسلاموية المصدر الوحيد لعداء للنظام، فعلى الرغم من كون اقتصاد البلد غنيا جداً إلا أنه كان يعاني من الركود الذي أدى إلى زيادة البطالة، مما أسهم في إثارة القلق في البلد، وانعكس ذلك في ارتفاع لاحق في الاضطرابات الأهلية، واستياء الأسرة المالكة، ورداً على ذلك بدأت عدد من «الإصلاحات» المحدودة (مثل القانون الأساسي. إلا أن معضلة العائلة المالكة كانت في الاستجابة للمعارضة مع إجراء بعض التغييرات الفعلية في الوضع الراهن قدر الإمكان، وأوضح فهد عدم مراعاته للديمقراطية بقوله: «إن النظام القائم على الانتخابات لا يتفق مع عقيدتنا الإسلامية، التي توافق على أن الحكومة بالتشاور [شورى]».

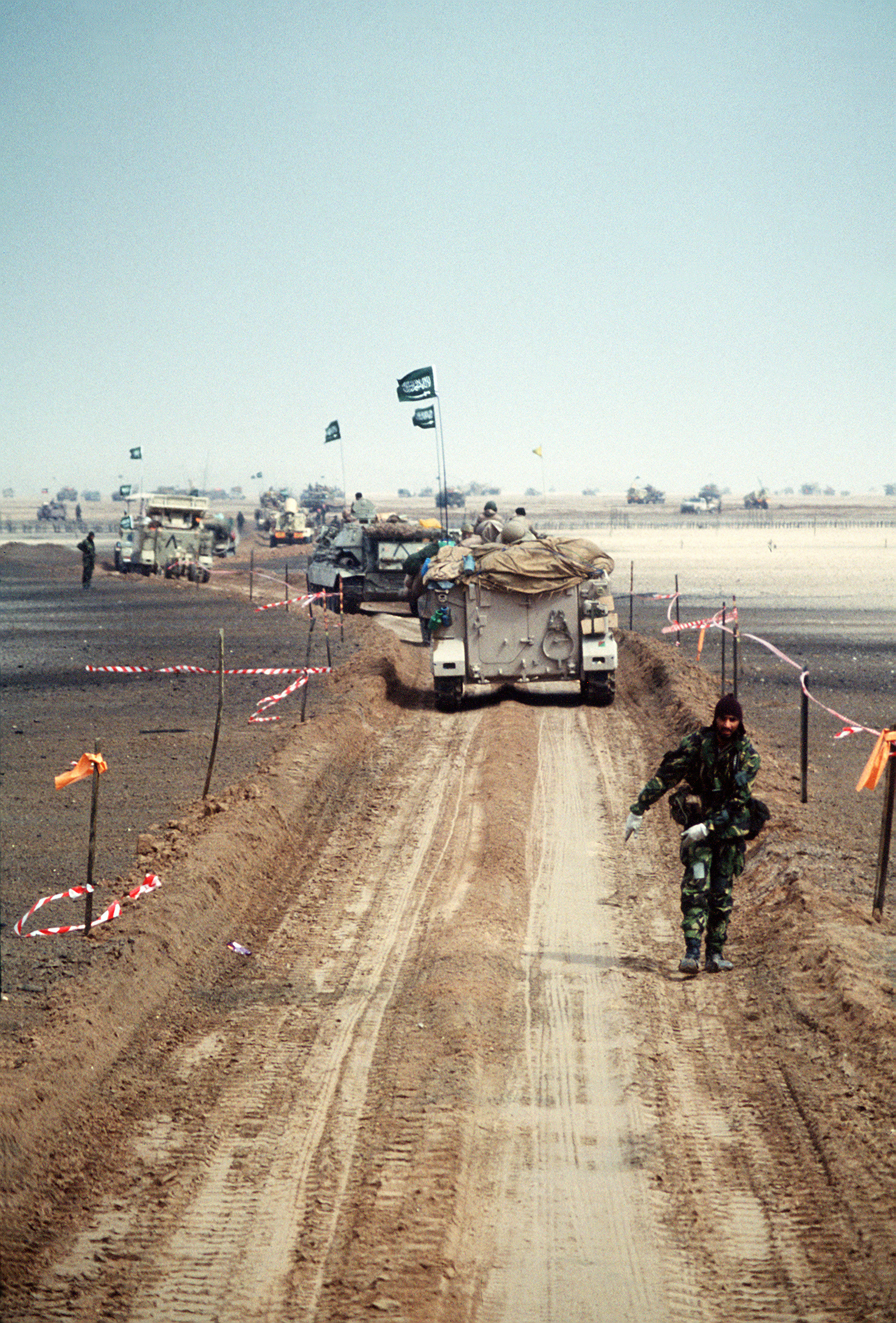
A column of Saudi M-113 armored personnel carriers taking part in Operation Desert Storm, 1991

وعانى فهد من السكتة الدماغية المنهكة في عام 1995، وتولى ولي العهد الأمير عبد الله المسؤولية اليومية للحكومة، وإن كانت سلطته تعرقل الصراع الكامل مع أخيه فهد من عشيرة السديري، فَـواصل عبد الله سياسة الإصلاح المعتدل والانفتاح بشكل أكبر، إلا أنه تبنى سياسة خارجية أبعدت المملكة عن الولايات المتحدة في عام 2003، ورفضت السعودية دعم الولايات المتحدة وحلفائها في غزو العراق،
وفي تموز / يوليه 1997 زاد الملك فهد أعضاء المجلس الاستشاري من 60 إلى 90 عضواً على الرغم من كونهم ما زالوا يعينون جميعاً، وفي تشرين الأول / أكتوبر 1999 سمح الملك لعشرين امرأة سعودية بحضور دورة للمجلس الاستشاري للمرة الأولى، وبعد ثلاثة أشهر من ادعاء رجل بريطاني أنه تعرض للتعذيب من قبل الشرطة السعودية فقد صدر قانون جنائي منقح في مايو / أيار 2002 يتضمن حظر التعذيب وحق المشتبه فيهم في التمثيل القانوني، لكن حملة الحقوق قالوا إن الانتهاكات مستمرة، وفي نيسان / أبريل 2003 أعلنت الولايات المتحدة انها ستسحب جميع قواتها تقريبا من السعودية مما ينهي وجودا ًعسكرياً يعود إلى حرب الخليج عام 1991 وأكد البلدين أنهما سيظلان حليفين، 
واستمرت علامات السخط، وازداد النشاط الإرهابي زيادة كبيرة في عام 2003 مع تفجيرات مجمع الرياض والهجمات الأخرى، مما دفع الحكومة إلى اتخاذ إجراءات أكثر صرامة ضد الإرهاب، وقتل الانتحاريون 35 شخصاً في مجمعات سكنية للأجانب في الرياض قبل ساعات من زيارة وزير الخارجية الأمريكي كولن باول للزيارة المقررة في ايار / مايو 2003، وقد وقع أكثر من 300 مفكر سعودي - نساء ورجال - عريضة إصلاحات سياسية بعيدة المدى في سبتمبر 2003، واضطرت الشرطة لتفريق مسيرة لم يسبق لها مثيل في وسط الرياض بعد شهر تدعو إلى الإصلاح السياسي، واعتقل أكثر من 270 شخصاً، وفي تشرين الثاني / نوفمبر أسفر هجوم انتحاري يشتبه في انتمائه إلى تنظيم القاعدة في الرياض عن مقتل 17 شخصاً وجرح العشرات وردّ الملك بمنح المجلس الاستشاري القدرة على اقتراح التشريع، 

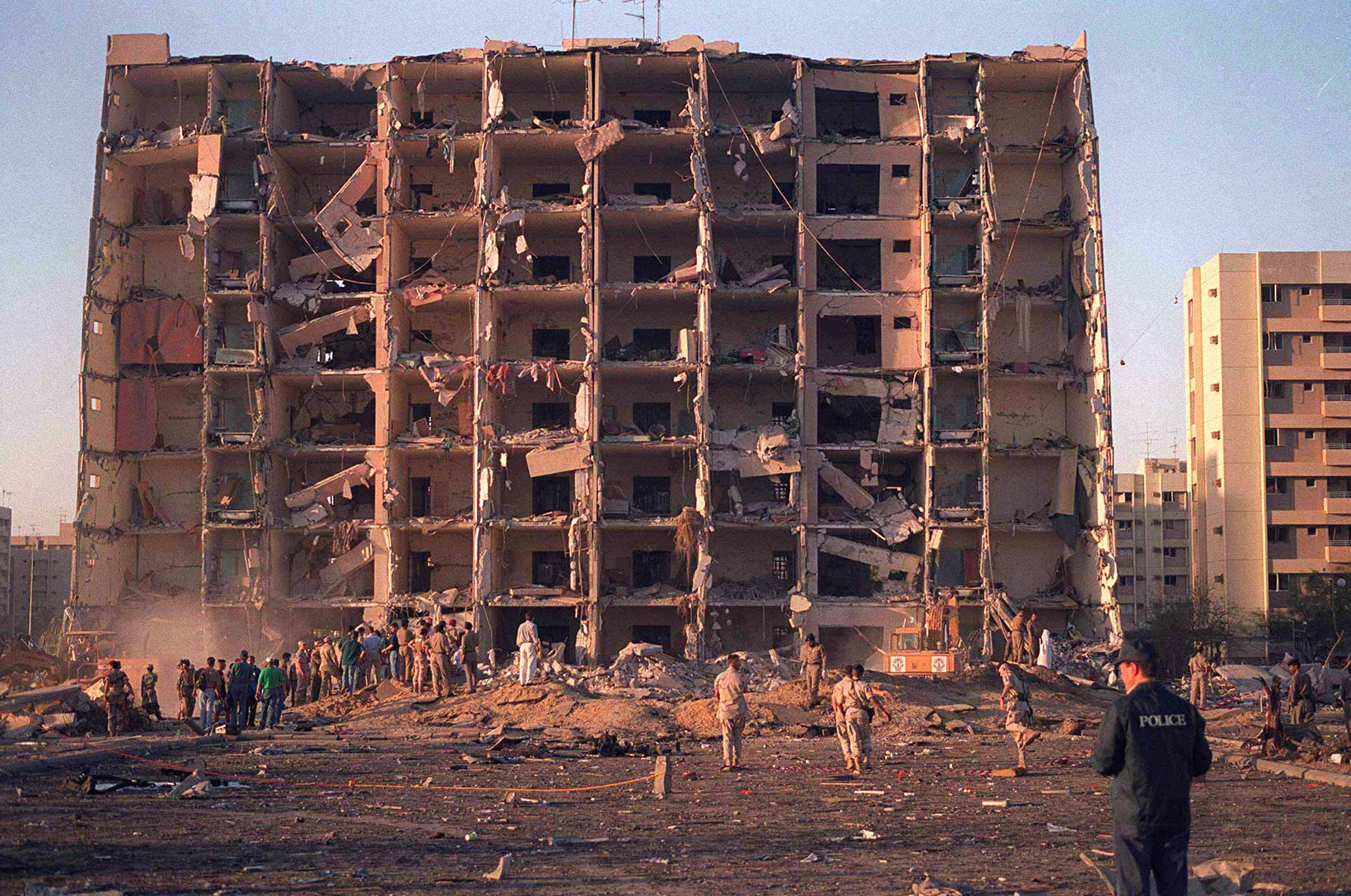
Building #131 after the Khobar Towers bombing, which was the second major terrorist attack in Saudi Arabia, 1996

فقد كان هناك تصعيد خطير في العنف المسلح في عام 2004، وقتل أربعة من ضباط الشرطة وضابط أمن في هجمات بالقرب من الرياض في أبريل / نيسان في انفجار سيارة مفخخة في مقر قوات الأمن في الرياض مما أسفر عن مقتل أربعة وجرحى 148، وأعلنت جماعة مرتبطة بتنظيم القاعدة مسؤوليتها عن ذلك، وفي شهر أيار / مايو أدى هجوم على موقع للبتروكيماويات في ينبع إلى مقتل خمسة أجانب وشهد هجوم يتمثّل في أسر الرهائن في مجمع شركة نفط في الخبر مقتل 22 شخصاً، وقعت ثلاثة هجمات في الرياض في غضون أسبوع مما أدى إلى مقتل أمريكيين اثنين ومصور بي بي سي في حزيران / يونيو، وفي الأسبوع نفسه تم اختطاف مهندس أمريكي وقطع رأسه في فيلم مصوّر مما أدى إلى مقتله، وقتلت قوات الأمن زعيم القاعدة المحلي بعد ذلك بوقت قصير، بيد أن العفو عن المسلحين الذين تبعوا ذلك كان له تأثير محدود على الرغم من انخفاض النشاط المسلح، وأدى هجوم على القنصلية الأمريكية في كانون الأول / ديسمبر في جدة إلى مقتل خمسة موظفين وأربعة مهاجمين وانفجرت سيارتان مفخختان في وسط الرياض وقتلت قوات الأمن سبعة مشتبه بهم في غارة لاحقة.

## عهد الملك عبد الله: 2005 - 2015

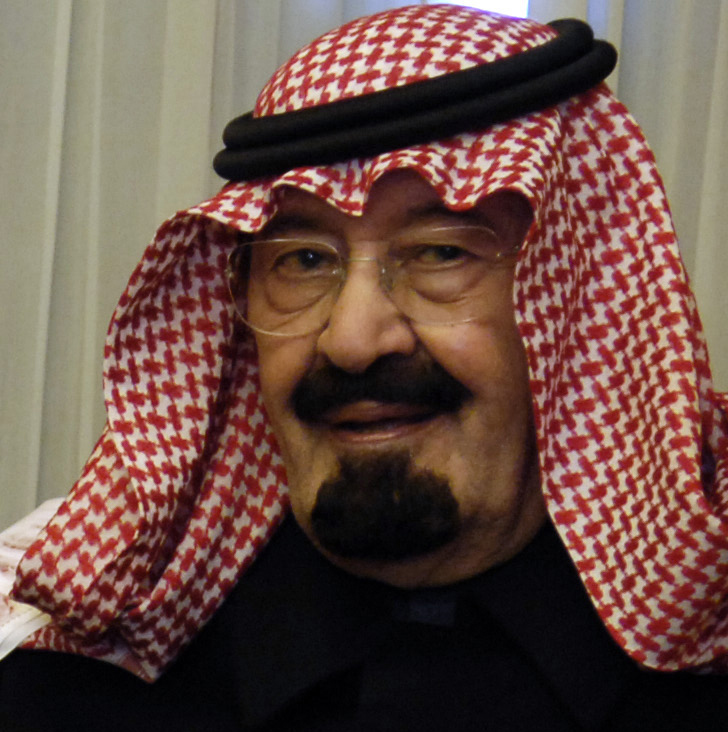
الملك عبدالله 2005-2015

توفي الملك فهد في عام 2005 وتولى الملك عبد الله من بعده المُلك، وعلى الرغم من النداءات المتزايدة للتغيير، واصل الملك سياسة الإصلاح المعتدل حيث أن اعتماد البلاد المستمر على عائدات النفط يشكل مصدر قلق خاص.
اتبع الملك عبد الله سياسة التقييد المحدود والخصخصة والسعي للاستثمار الأجنبي. وفي تشرين الثاني / نوفمبر 2005 وبعد 12 عاما من المحادثات أعطت منظمة التجارة العالمية الضوء الأخضر لعضوية المملكة العربية السعودية.
أما في ديسمبر / كانون الأول من عام 2006 ضغطت المملكة العربية السعودية على بريطانيا لوقف التحقيق في غش صفقة أسلحة اليمامة التي تبلغ قيمتها 43 مليار جنيه استرليني مع المملكة العربية السعودية، ووافقت المملكة العربية السعودية على صفقة لشراء 72 من الطائرات المقاتلة يوروفايتر تيفون من بريطانيا في سبتمبر 2007، وحكمت المحكمة العليا البريطانية لاحقاً بأن الحكومة البريطانية قد تصرفت بشكل غير قانوني في إسقاط التحقيق في الفساد ولكن مجلس اللوردات البريطاني في يوليو 2008 قلب ذلك لأن المملكة العربية السعودية هددت بسحب التعاون مع بريطانيا في المسائل الأمنية.
. ولا تزال الهجمات الإرهابية تعد مشكلة رئيسية، ففي أيلول / سبتمبر 2005 قتل خمسة مسلحين وثلاثة من رجال الشرطة في اشتباكات وقعت في مدينة الدمام الشرقية، وادعت الحكومة أنها أحبطت تفجير انتحاري مخطط له في مصنع كبير لتجهيز النفط في بقيق في فبراير / شباط 2006 مما قاد إلى مقتل ستة رجال يزعم أنهم على صلة بتنظيم القاعدة في تبادل لإطلاق النار مع الشرطة في الرياض في يونيو / حزيران 2006، وقتل أربعة مواطنين فرنسيين في هجوم إرهابي مشتبه به بالقرب من المقصد السياحي الشعبي لمدائن صالح في فبراير / شباط 2007،
وتعرضت العدالة السعودية لانتقادات بشأن قضية اغتصاب القطيف التي حكم فيها على ضحية اغتصاب تبلغ من العمر 19 عاما بالسجن لمدة 6 أشهر و 90 جلدة مما جعل الملك يصدر عفواً في نهاية المطاف، وقد حُظر المتدينين (هيئة الأمر بالمعروف والنهي عن المنكر) من اعتقال المشتبه بهم بسبب تعرضهم لانتقادات متزايدة بشأن عدد الوفيات أثناء الاحتجاز بمرسوم ملكي بإصلاح النظام القضائي في تشرين الأول / أكتوبر 2007، أعلنت السلطات القبض على مجموعة من الرجال يشتبه في قيامهم بتخطيط هجمات على الأماكن المقدسة أثناء الحج في كانون الأول / ديسمبر 2007، أما في فبراير / شباط 2009، أصدر الإنتربول تنبيهات أمنية ل 85 رجلاً يشتبه في قيامهم بالتخطيط لهجمات في المملكة العربية السعودية في أكبر مصدر تهديد من مجموعة غير سعودية عدا اثنين، وأقال الملك عبد الله رئيس هيئة الأمر بالمعروف والنهي عن المنكر، وقاضيه الأعلى ورئيس البنك المركزي في تعديل حكومي نادر في فبراير / شباط 2009 كما عين أول وزيرة للبلاد، 

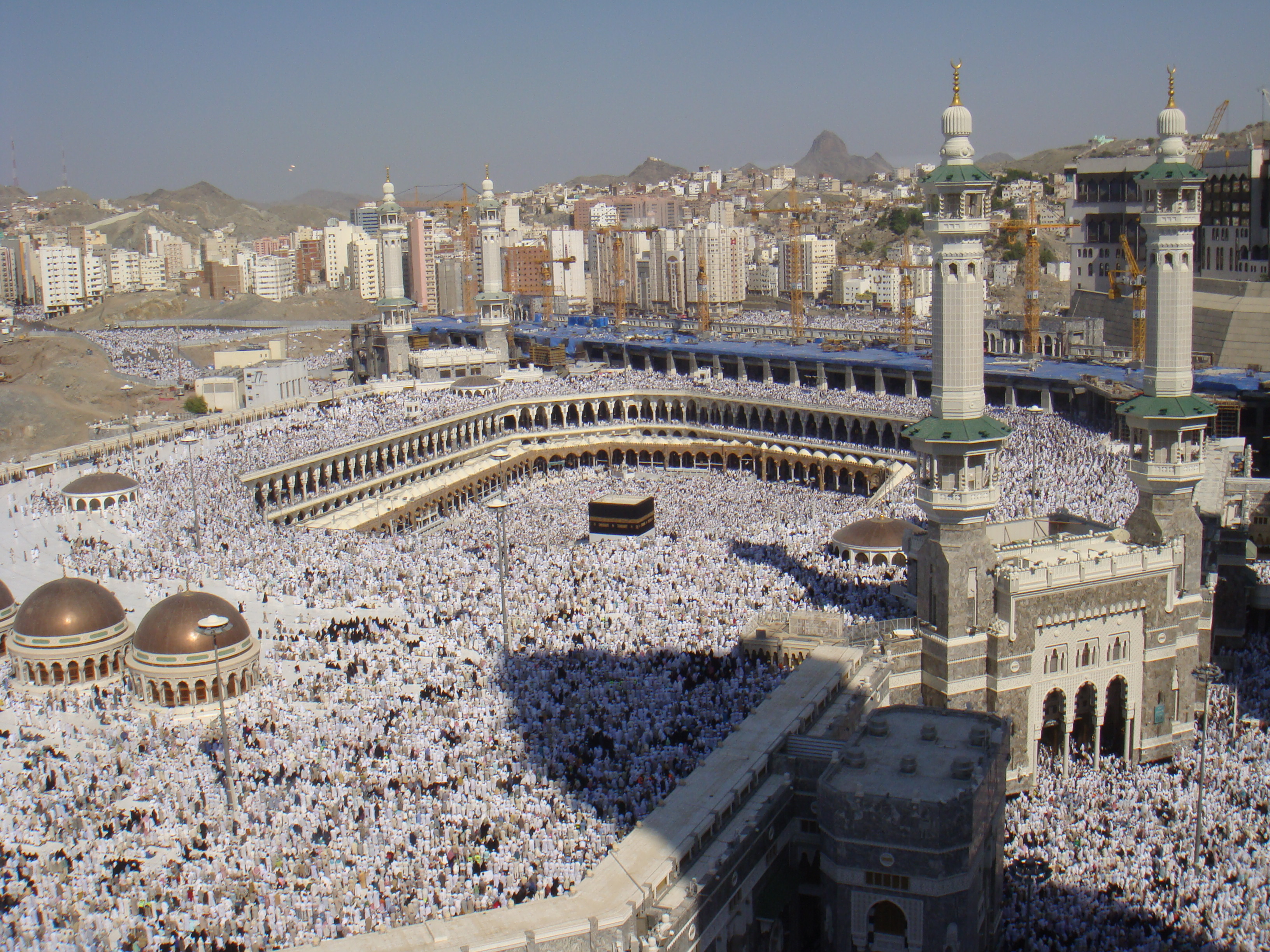
Pilgrims at the Al-Haram Mosque at the beginning of the 2008 Hajj

 وفي يوليو / تموز 2009 وصل الرئيس الأمريكي باراك أوباما إلى السعودية وعقد محادثات مع الملك عبد الله في مستهل جولة في الشرق الأوسط تهدف إلى زيادة مشاركة الولايات المتحدة في العالم الإسلامي، في أكتوبر / تشرين الأول من عام 2010 أكد المسؤولون الأمريكيون خطة لبيع أسلحة بقيمة 60 مليار دولار إلىالمملكة العربية السعودية – وهي صفقة الأسلحة الوحيدة الأكثر ربحية في تاريخ الولايات المتحدة وقد تضررت العلاقات بسبب تسرب الكابلات الدبلوماسية في الولايات المتحدة من موقع ويب ويكليكس في ديسمبر / كانون الأول من عام 2010، كما صرحت الولايات المتحدة بقلقها من أن المملكة العربية السعودية هي أهم مصدر لتمويل الجماعات الإرهابية السنية في جميع أنحاء العالم، إلا أنه ومع ذلك تم تأكيد بيع عدد كبير من الطائرات المقاتلة الأمريكية إلى المملكة العربية السعودية في ديسمبر من عام2011، 
وتشمل التدابير الأمنية سياسة الاعتقالات الجماعية. وفي نيسان / أبريل 2007 صرحت الشرطة السعودية أنها ألقت القبض على 172 من المشتبه في كونهم إرهابيون يدعي بعضهم أنهم تدربوا كطيارين للقيام بمهام انتحارية، وفي نيسان / أبريل من عام 2009، قالت الشرطة إنها ألقت القبض على 11 من مقاتلي القاعدة الذين يزعم أنهم يخططون لشن هجمات على منشآت الشرطة والسطو المسلح وعمليات اختطاف، وقد اصدرت المحكمة حكماً في أول محاكمة صريحة لارهاب مسلحي القاعدة في البلاد، وقال مسؤولون أن 330 شخصاً تم محاكمتهم لكنهم لم يحددوا عدد المدانين، وفي أغسطس / آب من عام 2009 صرحت المملكة العربية السعودية أنها ألقت القبض على 44 من المشتبه في أنهم من المسلحين الذين يزعم أنهم على صلة بتنظيم القاعدة، وأعلن المسؤولون اعتقال 149 مسلحاً خلال ثمانية أشهر بعد ذلك بعام معظمهم منتمين إلى القاعدة، وفي نيسان / أبريل من عام 2012 حُوكم خمسين رجلاً يشتبه في ارتباطهم بتنظيم القاعدة وشملت الاتهامات تفجير مجمع للأجانب في عام 2003.

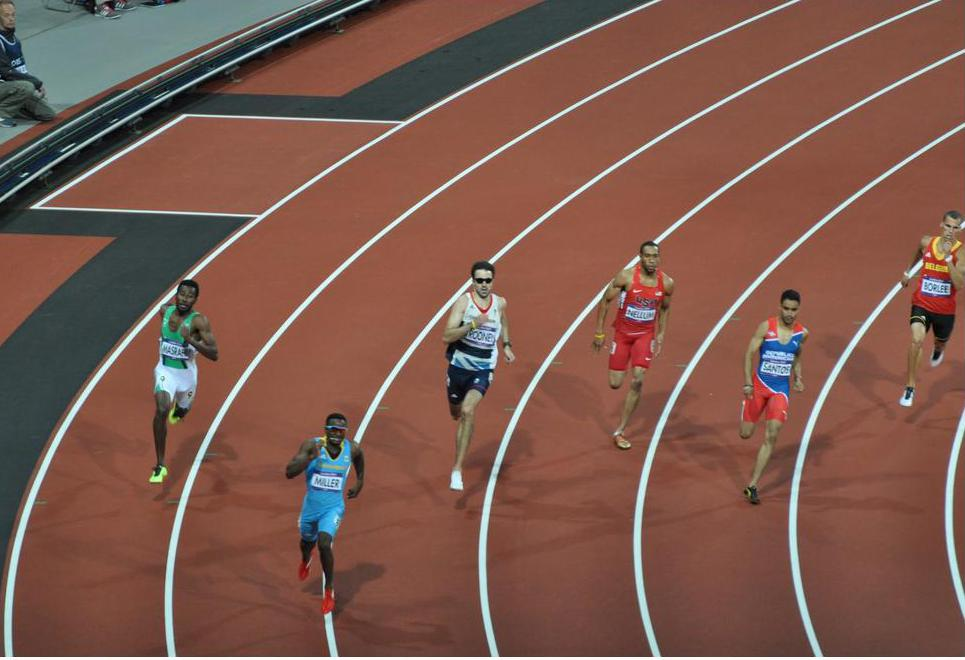
Yousef Ahmed Masrahi (outer left lane) of Saudi Arabia in the 400m semi-finals at the 2012 London Olympics

ومع بداية اندلاع الاضطرابات والاحتجاجات في الربيع العربي في جميع أنحاء العالم العربي في أوائل عام 2011 أعلن الملك عبد الله زيادة الإنفاق على الرعاية الاجتماعية بقيمة 10.7 مليار دولار وشمل ذلك تمويلاً للتعويض عن ارتفاع معدلات التضخم، وتقديم المعونة للشباب العاطلين عن العمل، والمواطنين السعوديين الذين يدرسون في الخارج، فضلاً عن الإعفاء من بعض القروض، وشهد موظفو الدولة زيادة في دخلهم بنسبة 15 في المائة، وتم توفير مبالغ نقدية إضافية لقروض الإسكان. ولم يعلن عن أي إصلاحات سياسية كجزء من المجموعة الإصلاحية على الرغم من أن بعض السجناء الذين صدرت بحقهم لوائح اتهام بارتكاب جرائم مالية تم العفو عنهم، وبعد عدد من المظاهرات الصغيرة في المناطق الشيعية في الشرق تم حظر الاحتجاجات العامة في مارس / آذار 2011، وحذر الملك عبد الله قائلاً أنه لن يتم التسامح مع التهديدات التي تتعرض لأمن البلاد واستقرارها،
وفي الوقت نفسه أرسلت القوات السعودية للمشاركة في حملة قمع الاضطرابات في البحرين، وأعطى الملك عبد الله الحق باللجوء إلى الرئيس المخلوع زين العابدين بن علي من تونس واتصل هاتفياً بالرئيس المصري حسني مبارك (قبل ترحيله) لتقديم دعمه.   واعتقلت قوات الأمن عدة أشخاص في القطيف التابعة للمنطقة الشرقية في يوليو / تموز 2012 بعد أن شهدت الشرطة اطلاق نار على متظاهرين شيعة يطالبون بإطلاق سراح شيخ الدين نمر النمر وآخرون، ولقي شخصان مصرعهما في مظاهرة ضد اعتقاله في وقت سابق من الشهر الحالى، وحوكم نشطاء حقوق الإنسان محمد القحطاني وعبد الله الحامد في أيلول / سبتمبر 2012 وقد اتهم الأول بإنشاء منظمة غير مرخصة.
وفي حزيران / يونيه 2011 قامت النساء السعوديات بحملة احتجاج رمزية في تحد للحظر المفروض على سائقات السيارات، وبعد بضعة أشهر أعلن الملك عبد الله عن اعطاء حقوق أكثر للمرأة بما في ذلك حق التصويت والتمثيل في الانتخابات البلدية، والتعيين في مجلس الشورى الاستشاري وهي الهيئة السياسية الأكثر نفوذاً، وفي أيلول / سبتمبر 2011 ألغى الملك حكماً بعشرة جلدة على امرأة ثبتت إدانتها بالسياقة وهي المرة الأولى التي يصدر فيها عقاب قانوني لانتهاك الحظر المفروض على السائقات، ووافقت المملكة العربية السعودية على السماح لرياضياتها بالتنافس في دورة الألعاب الأولمبية لعام 2012 لأول مرة وسط تكهنات بأن الفريق السعودي بأكمله قد يكون قد تم استبعاده بسبب التمييز بين الجنسين،
وبرزت المملكة العربية السعودية كداعم للقادة العسكريين المصريين الذين كانوا يشنون حملات الإسلاميين في آب / أغسطس 2013، وقد دعموا علناً القادة بثرواتهم من التعدين النفطي واستخدموا وجودهم الدبلوماسي لمساعدة مصر في مقاومة النفوذ المؤيد للغرب، وبعد شهر واحد فقط انتشرت كلمة مفادها أن الرئيس أوباما يعتزم الحفاظ على وجوده في الشرق الأوسط، ومواصلة العمل على منع تطوير الأسلحة النووية في إيران، فالمملكة العربية السعودية مثل العديد من دول الخليج الأخرى التي رأت أن إيران تشكل تهديدا كبيرا للمنطقة مع برنامجها النووي المتنامي،
وقد اتخذ المواطنون أيضاً مبادرة للتصدي للتمييز الذي تواجهه النساء في المنطقة، وفي 26 أكتوبر / تشرين الأول تم دعوة النساء إلى يوم يتظاهرن به في السعودية وقاد أكثر من 60 امرأة في المنطقة سياراتهن في انتصار لحقوقهن في ذلك اليوم، ومنذ ذلك الحين عدّ الإنترنت عريضة بشأن الحدث وقضيته، وجُمعت آلاف التوقيعات، ومع ذلك، فإنها لا تزال تنتظر الاعتراف الحكومي، وتابعت السلطات بعد الحدث بقولها أنها ستتعامل مع هذه الانتهاكات بقوة.
ففي نهاية شهر نيسان / أبريل من عام 2014 أعلن الرئيس أوباما أنه سيتوجه إلى المملكة العربية السعودية في مارس / آذار في محاولة لإصلاح العلاقة بين البلدين لأن المملكة العربية السعودية ودول الخليج أحبطت السياسات التي وضعتها الولايات المتحدة على سوريا وإيران، وقد أعربت إيران بشكل خاص عن رغبتها في الإعفاء من قانون العقوبات الإيراني، وقد أثبتت زيارة أوباما للمملكة العربية السعودية نجاحها حيث طمأن أوباما الملك عبد الله ملك المملكة العربية السعودية أن أمريكا لا تزال تعتزم تقوية موقف السعودية في الحرب السورية. ولم ترد تفاصيل ملموسة عن الاجتماع، بيد أن تكهنات المساعدين قدمت معلومات عن الاجتماع، وانتهت زيارة الرئيس أوباما للشرق الأوسط في 30 مارس مع حفل خاص، وعاد إلى دياره، ولا يزال هناك القليل من الكلمات حول ما قيل في العقد، وخلال شهر أبريل من عام 2014 كان هناك تفشي حاد في متلازمة الشرق الأوسط التنفسية، أو ميرس وقد كان ميرس حاضراً في المملكة العربية السعودية منذ عام 2012، وقد أثر على أكثر من 200 شخص منذ ذلك الحين، وقد كان هناك ما يقارب الـ 100 حالة وفاة نتيجة لمتلازمة الشرق الأوسط التنفسية، وبسبب الحالات الجديدة التي أعيد ظهورها حل الملك عبد الله محل وزير الصحة فيالجزيرة العربية، وكانت هناك ما يقرب من 100 حالة جديدة ذُكرت وست وفيات من فيروس كورونا المسبب لمتلازمة الشرق الأوسط التنفسية في 21 أبريل 2014 إلى 25،
وفي أيار / مايو 2014 أفادت التقارير أنه في 6 أيار / مايو ألقي القبض على 62 رجلاً عسكرياً بسبب اتهامات مزعومة بأن لهم صلات بمجموعات إرهابية في اليمن وسوريا، وتعتقد السعودية أنهم يخططون لهجوم على شكل اغتيالات للمسؤولين العرب. وقال الناطق باسم وزارة الداخلية اللواء منصور التركي أن الرجال كانوا على اتصال بأعضاء تنظيم القاعدة الإرهابيين، وهم في طريقهم إلى التخطيط لإجراء صفقات وتهريب أسلحة لشن هجوم على رجال الدين والمسؤولين الحكوميين في المملكة العربية السعودية، وفي 2 كانون الثاني / يناير 2015 نُقل الملك عبد الله إلى المستشفى بسبب الالتهاب الرئوي وتوفي في 23 كانون الثاني / يناير، وخلفه شقيقه سلمان.

## عهد الملك سلمان: 2015 - حتى الآن
توفي الملك عبدالله بن عبدالعزيز في عام 2015 وتمت مبايعة الملك سلمان بن عبدالعزيز ملكًا للمملكة العربية السعودية في 23 يناير 2015،